# 立陶宛臨時政府
立陶宛临时政府一般指在1941年苏联撤出前的最后几天和德国占领的前几个月间短暂存在的，由考纳斯和维尔纽斯的立陶宛行动前线（LAF）成员建立，旨在争取立陶宛独立的临时政府。
从1941年6月23日正式宣布成立到1941年8月5日被迫宣布解散，立陶宛临时政府只存在了六个星期左右。

## 历史
"Attention! Attention! This is Kaunas speaking. Independent Lithuania. Declaration of the restoration of Lithuania’s independence. Formed Provisional Government of the newly reborn Lithuania declares that it is restoring the free and independent state of Lithuania. In front of the pure conscience of the whole world, the young state of Lithuania enthusiastically promises to contribute to the organization of Europe on a new basis. The Lithuanian nation, tormented by the brutal Bolshevik terror, decided to build its future on the basis of national unity and social justice."

“注意！注意！这里是考纳斯。立陶宛的自治政府。这是一个宣布立陶宛恢复独立的宣言。新生的立陶宛建立的临时政府宣告，它正在恢复立陶宛国家的自由和独立。在全世界纯善的良知面前，年轻的立陶宛热情承诺在新的基础上为欧洲的组织工作作出贡献。饱受布尔什维克残酷统治折磨的立陶宛民族决定在民族团结和社会公义的基础上建设属于自己的未来。”——莱昂纳斯·普拉普莱尼斯，这是临时政府通过最近控制的考纳斯电台发表的第一篇公告。
临时政府于六月起义开始时成立，立陶宛行动前线的创立者兼前立陶宛驻德国特使卡济斯·什基尔帕本来是政府首脑的最佳候选者，但由于纳粹政权并不希望看到一个独立的立陶宛出现在它的领土范围内，因此卡济斯·什基尔帕无法受准离开德国并被德国政府软禁至1944年，此后他被送到巴特戈德斯贝格附近的一座集中营，盟军解放此地后他前往美国定居。另一位当时也在柏林的部长拉波拉斯·斯基皮蒂斯也被阻止离开。6月2日，国防部长维陶塔斯·布尔维丘斯（Vytautas Bulvičius）被苏联军队逮捕。因此，他的位置由斯塔西斯·拉什蒂基斯（Stasys Raštikis）将军取代。1941年6月21日另有四名成员被逮捕，之后无一例外遭到了处决或者流放。在政府人员不足的情况下，历史学家尤奥扎斯·安布拉泽维奇乌斯（Juozas Ambrazevičius）成为代理总理。德国人虽然没有对立陶宛临时政府表现出公然的反对，却竭力阻止临时政府与广播站和新闻界的接触，因此虽然临时政府高效制定并通过了100多部法律，但它们的收效甚微。临时政府对反犹太暴力事件采取放任自流的态度，在政府的授意下，立陶宛警察营为纳粹屠杀立陶宛犹太人提供了帮助。

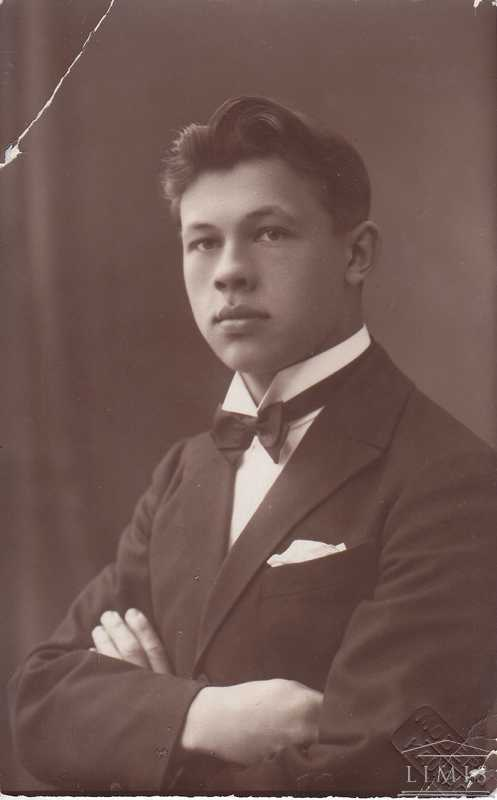
尤奥扎斯·安布拉泽维奇乌斯，立陶宛临时政府代理总理
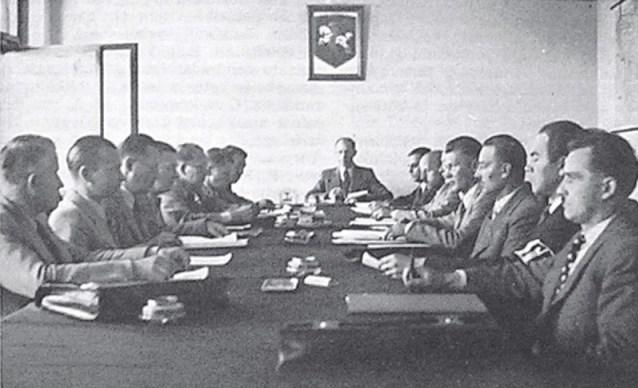
尤奥扎斯·安布拉泽维奇乌斯正在主持政府会议

随着德国人占领立陶宛的时间延长，临时政府的形势变得越来越不乐观。纳粹德国的军队和盖世太保牢牢把控着立陶宛，彻底架空了临时政府的权力。最终，立陶宛临时政府于1941年8月5日宣布解散。